# 萩道彦
萩 道彦（はぎ みちひこ、7月2日 - ）は、日本の男性声優。フリー。愛知県名古屋市出身。

## 来歴
日本ナレーション演技研究所卒業。2023年6月30日までアーツビジョンに所属していた。同年7月1日よりフリー。

## 人物
方言は名古屋弁。
趣味・特技はカラオケ、読書。
『ファイアーエムブレム0』のプレーヤーでもある。第3弾が出た時に友人からアイクのカードを1枚プレゼントされ、自身がアイクの声優を務めている縁もあってプレーヤーになった。他にも 第3弾カードのサインを執筆している。
アイクのキャスティング引き受けた当時、やる気があった。ゲームキューブはアイクを演じる前は持ってなかったが演じた後に購入して楽しめた。
自身の地声は少し高めだが、『ファイアーエムブレム 蒼炎の軌跡』『ファイアーエムブレム  暁の女神』のアイクを演じるのにあたり、「音域を広げたと言っても過言ではない」と語っている。『暁の女神』でアイク役が続投が決まった時『蒼炎の軌跡』の姿とは異なる父・グレイル似の筋肉隆々の設定画を見たら、「ちょっと1時間くらい別室で声を出させてください」と声を作ったと語っている。

## 出演
太字はメインキャラクター。

### テレビアニメ
2003年
- あたしンち（生徒B）
- フルメタル・パニック? ふもっふ（模型部員）

2004年
- ケロロ軍曹（男）
- 砂ぼうず（住人）
- To Heart 〜Remember my Memories〜
- 双恋（西本）
- 美鳥の日々（ゾンビB）

2017年
- 進撃の巨人（兵士）

### ゲーム
2000年
- Photogenic（泉鏡香）

2002年
- Shinobi（玄九蛇）

2004年
- Wings Innocent（関屋七伎）
- 帝国千戦記（校延）

2005年
- ファイアーエムブレム シリーズ（2005年 - 2025年、アイク） - 5作品

2006年
- I/O（葵日向）
- 愛と欲望は学園で 〜華麗なる夜の舞踏会〜（三森槐樹）
- Under The Moon（カイル）
- Laughter Land（コーネル）
- Love☆Drops 〜みらくる同居物語〜（ユーゴ）

2007年
- Under The Moon 〜つきいろ絵本〜（カイル）
- エンジェル・プロファイル（アマデウス）
- 死角探偵 空の世界 〜Thousand Dreams〜（岩滝隼夫）
- ソウルクレイドル 世界を喰らう者（リタリー、イード）
- らぶ☆どろ 〜Love Drops〜（ユーゴ）

2008年
- I/O revisionII（葵日向）
- 大乱闘スマッシュブラザーズシリーズ（2008年 - 2018年、アイク、Miiファイター〈タイプ7〉） - 4作品

2009年
- Under The Moon 〜クレセント〜（カイル）

2013年
- Solomon's Ring 〜地の章〜（レラージェ）

### ドラマCD
- I/O（葵日向）
- Under The Moon シリーズ（カイル）
  - Under The Moon 〜あの月の下で〜
  - Under the Moon 〜魔界でおやすみ〜
  - Under the Moon 〜つきいろカレンダー〜
- ソウルクレイドル ドラマCD 〜宮廷魔術師ヨードの華麗なる!大冒険〜（リタリー）
- Love☆Drops ～みらくる同居生活～（ユーゴ）
  - Love☆Drops 〜みらくる同居物語〜 vol.1 〜CANDY☆BOX〜
  - Love☆Drops 〜みらくる同居物語〜 vol.2 〜Sepia〜
  - Love☆Drops 〜みらくる同居物語〜 vol.3 〜fortune cookie〜
- Laughter Land 〜ハイグルコート〜（コーネル）
- V・B・ローズ（生徒たち）
- ファイアーエムブレム エクストラドラマCD 暁の女神 ～群雄たちの譲れぬ想い～（アイク[10]）
- ファイアーエムブレム0 愛と絆のスペシャルトークCD（萩道彦(本人)）

### BLCD
- カテドラルな束縛（瑛）
- 王子様の正妃（ハリハラン）
- 子供の領分（高橋）

### 吹き替え
- きんきゅうしゅつどう隊 OSO（オーソー）
- マンディ・レイン 血まみれ金髪女子高生（エメット）

### オーディオブック
- LisBo 中田ステーションセブン（2018年[11]、小久保一也[12]）
- LisBo クレシェンド（2019年[13][14][15][16][17]、羽賀シュウ）[18][19]
- LisBo 糸車（2019年[20]、西村一之進[21]）
- LisBo 夜の辛夷（2019年[22]、政次[23] ）
- Audible 人生が確実に変わる 大愚和尚の答え 一問一答公式（2021年、朗読）

### プラネタリウム
- 星月夜（山梨県立科学館）（ナレーション）
- 光を追いかけて（倉敷科学センター）（ナレーション）
- 宇宙へのアンテナ〜苫小牧電波望遠鏡物語〜（札幌市青少年科学館）（大学生）

### その他コンテンツ
携帯コンテンツ
- FUJIMIオールスターズ 朗読（2005年、第1 - 5弾,7弾）
- ♂モット!! 恋愛主義♀ BLゲーム Princess Change!（的場豊）

その他
- スカイパーフェクTV!「スマッシュ」（ナレーション）
- パチスロ「怒濤の剣」（シーザー）
- 「ぼくとシムのまち レーシング」PV（ナレーション）

## ディスコグラフィ

### キャラクターソング
| 発売日   | 商品名                                                                       | 歌                                                       | 楽曲                                   | 備考                                            |
| 2007年   | 2007年                                                                       | 2007年                                                   | 2007年                                 | 2007年                                          |
| -------- | ---------------------------------------------------------------------------- | -------------------------------------------------------- | -------------------------------------- | ----------------------------------------------- |
| 5月25日  | Love☆Drops 〜みらくる同居物語〜 キャラクターソング Vol.3 Hugo & Kanade       | ユーゴ（萩道彦）                                         | 「sweet,sweet love & you」             | ゲーム『Love☆Drops 〜みらくる同居物語〜』関連曲 |
| 11月22日 | Love☆Drops 〜みらくる同居物語〜 キャラクターソング Vol.4 Floria & Roy & Hugo | フロリア（鳥海浩輔）、ロイ（鈴村健一）、ユーゴ（萩道彦） | 「シュール・ロマンティック・マジック」 | ゲーム『Love☆Drops 〜みらくる同居物語〜』関連曲 |